# Cultura del Mississippi

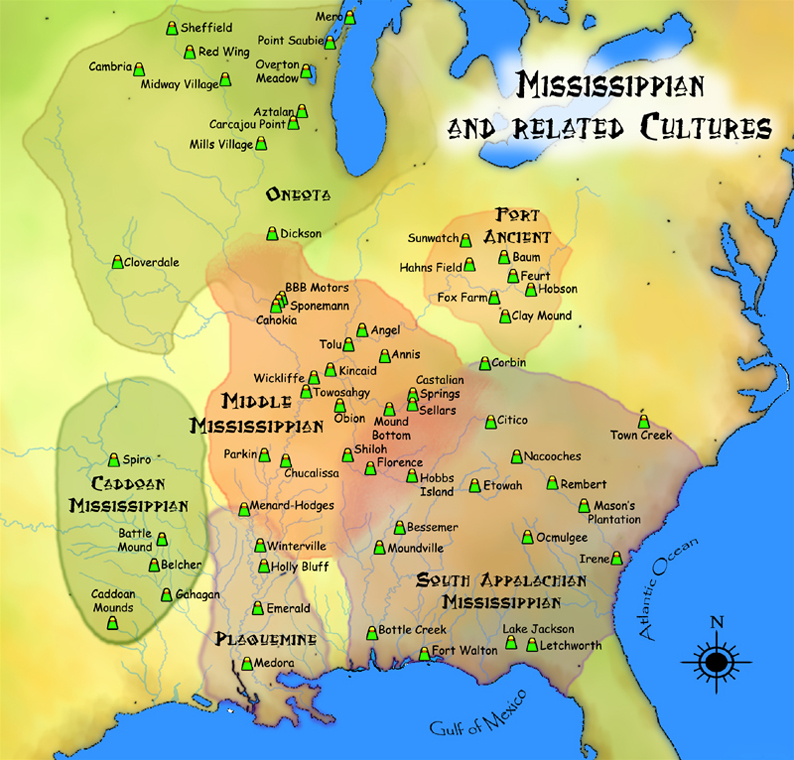
Mappa che mostra le aree approssimative di sviluppo di varie culture del Mississippi e correlate.

La cultura del Mississippi, detta anche periodo Mississippiano, è una civiltà precolombiana sviluppatasi nel nord-America all'incirca nel periodo 700 - 1500 d.C. L'area interessata comprende una larga parte dell'attuale Midwest e Nord-est degli attuali Stati Uniti.
Una delle caratteristiche peculiari di questa cultura era lo sviluppo di centri urbani, posti lungo la valle del Mississippi e dei suoi principali affluenti e la costruzione di grandi strutture in terra solitamente a forma di piramide tronca, adibite a sostenere case, templi, edifici per la sepoltura dei morti, o altri usi. Altro elemento caratterizzante è l'elevata stratificazione sociale con la presenza di una classe elitaria che ha pieno accesso alle risorse alimentari e ai beni di prestigio e che governa in modo centralizzato il resto della popolazione.
La cultura del Mississippi sviluppò diverse varianti regionali di cui le più significative sono: cultura del Medio Mississippi, cultura del Sud Appalachi, cultura di Plaquemine, e cultura Caddo.
Le prime testimonianze storiche scritte della cultura del Mississippi sono quelle derivanti dalla cronaca della spedizione dell'esploratore spagnolo Hernando de Soto che attraversò gran parte del territorio interessato da detta cultura negli anni 1539-1543.

## Storia

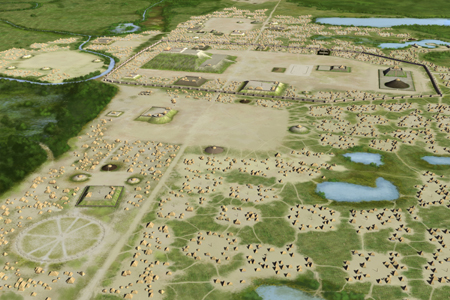
Cahokia, nei pressi di moderna St. Louis è stato il più grande sito di Cultura del Mississippi

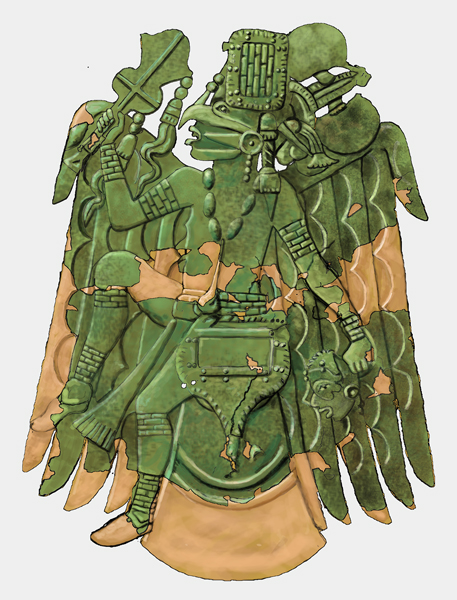
artefatto rame "Birdman" che si trova in Georgia

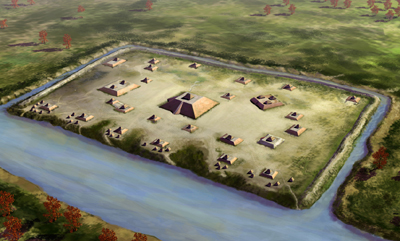
Il sito di Holly Bluff, in Mississippi occidentale

### Teorie sulle origini
L'origine di una civiltà è spesso la domanda più difficile nel campo della ricerca archeologica, e la questione delle origini della civiltà del Mississippi non fa eccezione. Ci sono due principali filoni: le teorie dei contatti o migrazioni con altre popolazioni, le teorie dello sviluppo in situ.
Le teorie basate sul contatto delle popolazioni locali con popolazioni esterne, in pratica provenienti dal Mesoamerica, sono quelle più datate. Attualmente queste teorie non sono molto condivise per due ragioni principali: (1) l'evoluzione mississippiana è troppo complessa per poter essere semplicemente attribuita ad una causa primaria quale appunto un contatto o una migrazione di popolazioni; (2) la cultura mississippiana si è sviluppata rapidamente e in una vasta area, una situazione che non si adatta bene alla teoria del contatto. Inoltre queste teorie non sono in ogni caso definitive, in quanto lasciano irrisolto il problema della spiegazione della evoluzione degli elementi culturali adottati dalla cultura mississippiana.
Le teorie sullo sviluppo in situ generalmente si basano sulla adozione della coltivazione del mais come elemento determinante per l'aggregazione della popolazione in grandi centri e la stratificazione sociale. Secondo queste teorie l'utilizzo intensivo dell'agricoltura come elemento principale di sussistenza ha determinato la creazione di comunità più grandi, che necessitavano quindi di sistemi più elaborati di organizzazione e controllo sociopolitico. Ciò in quanto la relativa incertezza della produzione agricola richiedeva che ci fossero dei capi riconosciuti che potessero distribuire i viveri fra le aree che avevano avuto un'alta produzione e quelle in cui la produzione era stata più bassa.
Recentemente sono emerse nuove teorie, che costituiscono un'evoluzione e sofisticazione delle teorie in situ. Secondo queste l'evoluzione della società missippiana può essere visto come il risultato della competizione di una classe di élite nell'ambito di un sistema di beni di prestigio.

### Sviluppo e varianti regionali
La cultura del Mississippi è chiaramente collegata al bacino del Mississippi, in cui sembra aver avuto origine. Le prime comunità proto-mississippiane si svilupparono intorno al 700 d.C. nella zona meridionale della valle del Mississippi, ma le prime vere comunità mississippiane iniziarono intorno al 900 d.C. nella zona centrale della suddetta valle. Nel secolo successivo le comunità mississippiane si diffondono maggiormente e intorno all'anno 1000 si hanno le prime varianti regionali della cultura:  Medio Mississippi nella parte centrale della valle del Mississippi e nella bassa parte della valle dell'Ohio, comprendendo anche il Tennessee orientale e la parte settentrionale degli attuali stati del Mississippi e Alabama, Sud Appalachi nell'area coperta dagli attuali stati di Alabama orientale, Georgia, Florida settentrionale, Sud Carolina,  Nord Carolina e Tennessee occidentale e Plaquemine lungo la parte meridionale della valle del Mississippi. Un'altra cultura, normalmente accettata come variante regionale della cultura mississippiana, è quella sviluppatasi principalmente lungo il fiume Arkansas, fra il 900 e il 1450 d.C. e nota come Cultura Caddo.

### Classificazione temporale
La tassonomia temporale del periodo Mississippiano si articola in tre sotto periodi:
- Primo Periodo Mississippi (circa 900 - 1200 d.C.). È un periodo di transizione dal precedente periodo Woodland. Diversi gruppi abbandonano lo stile tribale e si spostanto in centri più grandi. L'agricolutura del mais subisce un grande sviluppo.
- Medio Periodo Mississippi (circa 1200 - 1400 d.C.). È il periodo della massima fioritura della civiltà. Si sviluppano centri abitati molto grandi, quali ad esempio Cahokia, spesso organizzati in chiefdom. Si sviluppa e si diffonde una complessa simbologia iconografica nota come Culto Meridionale. Coltivazione intensiva di mais con varietà più adatte al clima della regione (eastern flint)[7] probabilmente importate dal Mesoamerica.
- Tardo Periodo Mississippi (circa 1400 - 1600 d.C.). È il periodo del declino. Alcuni grandi centri, come Cahokia, iniziano a depopolarsi, diminuisce l'attività di costruzione dei tumuli, mentre aumentano le strutture difensive, i chiefdom si frammentano in unità più piccole. Le cause di questo declino non sono chiare anche se vi sono varie ipotesi. I fattori climatici (piccola era glaciale) possono aver avuto la loro influenza generando stagioni di scarso raccolto di mais. Gli effetti di epidemie o malattie contagiose che in grandi città risultano particolarmente devastanti. Questo in particolare dopo i primi contatti con gli europei (De Soto, 1540 ca.). La pressione di popolazioni ostili e le guerre da esse derivanti. Infine un collasso della forma politica e sociale alla base della civiltà.

## Varianti regionali e relativi siti principali
- Cultura del Medio Mississippi
  - Cahokia
  - Angel Mounds
  - Moundville
- Cultura del Sud Appalachi
  - Etowah Indian Mounds
  - Ocmulgee
  - Shiloh Indian Mounds
- Cultura di Plaquemine
  - Emerald Mound
  - Natchez
  - Winterville
- Cultura Caddo
  - Spiro Mounds
  - Battle Mound
  - Caddo Mounds